# Pu Songling
Pu Songling (ur. 5 czerwca 1640 w Zichuan w prow. Shandong, zm. 25 lutego 1715) – chiński pisarz z czasów dynastii Qing.
Pochodził z ubogiej rodziny ziemiańsko-kupieckiej, która mogła mieć perskie, arabskie, lub tureckie korzenie. W wieku 19 lat zdał egzamin na stopień xiucai, lecz nie udało mu się zdać na wyższe stopnie przez resztę życia.
Tytuł urzędniczy otrzymał dopiero w wieku 72 lat, a przez prawie całe życie pracował jako prywatny nauczyciel, zbierając opowieści, które stały się podstawą dla Liaozhai Zhiyi (聊斋志异; Dziwnych opowieści zebranych w studiu Liaozhai). 
Opowieści to kolekcja 431 fantastycznych nowelek, w których świat duchów, bóstw, kobiet-lisów płynnie łączy się z rzeczywistością ówczesnych Chin; są szczytowym osiągnięciem gatunku „opowieści niesamowitych”, rozwijanego od czasów dynastii Tang, wywodzącego się z tradycji ustnych opowiadań, ale pisanego w języku klasycznym; bardzo zwarte (najkrótsze mają poniżej strony), kombinują element fantastyczny z ostrą satyrą społeczną i krytyką korupcji i upadku obyczajów warstwy urzędniczej.
Łącznie Pu Songling pozostawił po sobie 4 tomy poezji, 6 tomów esejów, kilka rozpraw językoznawczych i rolniczych i przede wszystkim – 8 tomów Opowieści; przypisuje się mu też autorstwo powieści Xingshi yinyuan.